# حزب هارت
حزب هارت هو حزب سياسي صغير مسجل للانتخابات في ولاية نيو ساوث ويلز في أستراليا. تم تأسيس الحزب في البداية تحت اسم "حزب معارضي الأدوية الإجبارية (اللقاحات/الفلورايد)"، ثم تم تغيير اسمه لاحقاً إلى "حزب الخيارات الطبية المطلعة" (IMOP). في أغسطس 2023، اندمج حزب IMOP مع "حزب أستراليا للصحة" (HAP) ليصبح هارت. المسؤول المسجل للحزب في نيو ساوث ويلز هو مايكل أونيل، الذي يعمل أيضاً كأمين سر ووكيل للحزب. أما نائبة المسؤول المسجل فهي ريبيكا ماكريد. كما أن حزب هارت كان سابقاً مسجلاً سابقاً في ولاية كوينزلاند، إلا أنه قرر طواعية شطب تسجيله في 9 فبراير 2024. كما أنه سجل على المستوى الفيدرالي حتى 26 أغسطس 2024، حيث تم شطب تسجيله بسبب عدم توفر العدد الكافي من الأعضاء.

## التاريخ
تم تسجيل حزب "معترضو الأدوية الإلزامية (اللقاحات/الفلورايد)" لأول مرة على المستوى الفيدرالي من قبل المفوضية الانتخابية الأسترالية (AEC) في 26 أكتوبر 2016. وكان غاري مارتن هو المسؤول المسجل للحزب في وقت التسجيل.
بين عامي 2019 و2020، تقدم حزب "معترضو الأدوية الإلزامية (اللقاحات/الفلورايد)" بطلب لتغيير اسمه إلى "حزب الخيارات الطبية المطلعة" على المستوى الفيدرالي. حيث قال مؤسس الحزب مايكل أونيل إن التسمية "مناهض اللقاحات" التي يستخدمها النقاد بشكل متكرر كانت "إهانة".
وفي مارس 2020، قام توم باريت، مرشح الحزب في الانتخابات الفيدرالية لعام 2019، بإنشاء فيديو يتناول فيه فيروس كورونا. وقال فيه: "لا يمكنك أن تصاب بفيروس؛ هذا مستحيل" و"الطريقة الوحيدة التي يمكنك من خلالها الإصابة بفيروس هي عن طريق حقنه في مجرى دمك". تم إزالة الفيديو من فيسبوك ويوتيوب، حيث أكدت الشركات أن الفيديو كان ينتهك سياساتها.

### إعادة تسمية الحزب إلى حزب الخيارات الطبية المطلعة
في الرابع من ديسمبر عام 2019، تقدم حزب "معترضو الأدوية الإلزامية (اللقاحات/الفلورايد)" إلى المفوضية الانتخابية الأسترالية (AEC) بطلب لتغيير اسمه إلى "حزب الخيارات الطبية المطلعة". حيث تلقت المفوضية 27 اعتراضاً كتابياً على هذا التغيير المقترح، بما في ذلك من وزير الصحة الفيدرالي آنذاك، غريغ هانت. حيث كانت معظم الاعتراضات تركز على استخدام مصطلح "الطبية" والمخاوف من أن يشير ذلك إلى أن الحزب يعتمد على الأدلة الطبية/العلمية، بالإضافة إلى احتمال حدوث لبس مع الجمعية الطبية الأسترالية. رفضت المفوضية الاعتراضات بناءً على أن المصطلح لا يتوافق مع المعايير التشريعية اللازمة لرفض الطلب. وفي 22 أبريل 2020، تم تغيير اسم الحزب رسمياً إلى "حزب الخيارات الطبية المطلعة" على المستوى الفيدرالي. وقدم حزب IMOP طلباً إلى المفوضية الانتخابية في كوينزلاند (ECQ) لتغيير اسمه إلى هارت في 15 ديسمبر 2023، وتم تغيير اسمه رسمياً في 19 يناير 2024. واعتباراً من 2 سبتمبر 2024، تم تغيير اسم IMOP رسمياً إلى حزب هارت وهو مدرج بنشاط في سجل الأحزاب السياسية في نيو ساوث ويلز.

### الاندماج مع حزب أستراليا للصحة وإعادة التسمية إلى حزب هارت
أعلن الحزب عن تشكيله في فيديو على فيسبوك، حيث قال كل من حزب أستراليا للصحة (HAP) وحزب الخيارات الطبية المطلعة (IMOP) إن قرار الاندماج تم بسبب تشابه سياساتهما. ومع ذلك، انسحب حزب أستراليا للصحة من حزب هارت في 10 أكتوبر، أي بعد أسبوع من تسجيل الحزب الجديد لدى المفوضية الانتخابية الأسترالية.
تمت إعادة تسمية حزب الخيارات الطبية المطلعة إلى هارت من قبل:
- المفوضية الانتخابية الأسترالية للانتخابات الفيدرالية في 3 أكتوبر 2023.
- المفوضية الانتخابية في كوينزلاند للانتخابات المحلية والإقليمية في كوينزلاند في 19 يناير 2024.
- المفوضية الانتخابية في نيو ساوث ويلز للانتخابات المحلية والإقليمية في نيو ساوث ويلز.[9]

### إلغاء التسجيل على المستوى الفيدرالي
في 20 أبريل 2023، بدأت المفوضية الانتخابية الأسترالية مراجعة لحزب هارت، حيث طلبت من الحزب تقديم قائمة بأسمائه. يتطلب القانون الفيدرالي الأسترالي من الأحزاب السياسية أن يكون لديها ما لا يقل عن 1500 عضو، أو أن يكون لديها ممثل في البرلمان، لكي تظل مسجلة. بعد عدة تمديدات، قدم حزب هارت قائمة تضم 1553 عضواً للمفوضية الانتخابية الأسترالية. من بين هؤلاء الأعضاء:
- توفي اثنان منهم
- تم التعرف على 15 عضواً يدعمون تسجيل عدة أحزاب، وقد سحب 12 منهم دعمهم لحزب هارت عندما تم الاتصال بهم
- تم إدراج ثمانية أعضاء مرتين.

وباستخدام منهجية موحدة من قبل مكتب الإحصاءات الأسترالي، تم الاتصال بعينة عشوائية من قائمة الأعضاء وطلب منهم تأكيد عضويتهم في الحزب. تم الاتصال بـ 33 شخصاً، وكان يجب أن يؤكد 31 منهم على الأقل عضويتهم. رفض 3 أشخاص تأكيد عضويتهم، مما أدى إلى فشل النسبة المقررة، وأصدرت المفوضية الانتخابية الأسترالية إشعاراً للحزب في 13 ديسمبر 2023.
في 12 يناير 2024، قدم حزب هارت ردًا كتابيًا إلى المفوضية الانتخابية الأسترالية، حيث ادعى أن لديه أكثر من 7000 عضو لكنه لم يتمكن من تقديم دليل معتمد على ذلك. قدم الحزب قائمة معدلة تضم 1601 اسمًا، من بينهم:
- توفي واحد منهم
- تم التعرف على 26 عضواً يدعمون تسجيل عدة أحزاب، وقد سحب 22 منهم دعمهم لحزب هارت عندما تم الاتصال بهم.

وتم إعادة تأكيد العضوية وفقًا للنسب الموحدة من قبل المفوضية، حيث تم الاتصال بـ 27 شخصًا، وكان يجب على 26 منهم على الأقل تأكيد دعمهم. رفض 5 من الـ 27 شخصًا تأكيد عضويتهم، مما أدى إلى فشل الحزب في الوفاء بالحد الأدنى من المتطلبات. في 26 أغسطس 2024، تم شطب تسجيل حزب هارت رسميًا بموجب المادة 137(6)(أ) من قانون الانتخابات، وتم حذفه من سجل الأحزاب السياسية.

### إلغاء التسجيل في كوينزلاند
في 25 يناير 2024، قدم نائب المسؤول المسجل لحزب هارت طلبًا إلى المفوضية الانتخابية في كوينزلاند لإلغاء تسجيل الحزب. وافقت المفوضية على إلغاء التسجيل في 9 فبراير 2024.

## النتائج الإنتخابية

### الانتخابات الفيدرالية
تم تسجيل الحزب لأول مرة للانتخابات الفيدرالية في 26 أكتوبر 2016 وتم شطبه في 26 أغسطس 2024. حيث شارك الحزب لأول مرة في انتخابات أستراليا الفيدرالية لعام 2019 تحت اسم "حزب معترضو الأدوية الإلزامية (اللقاحات/الفلورايد)". حصل على 1,179 صوتًا أساسيًا في انتخابات مجلس النواب (0.01%)، و 17,055 صوتًا أساسيًا في انتخابات مجلس الشيوخ (0.12%). ولم يحصل على أي تمثيل برلماني. كما أن الحزب شارك مجددًا في انتخابات أستراليا الفيدرالية لعام 2022، وهذه المرة تحت اسم "حزب الخيارات الطبية المطلعة". حيث حصل على 25,850 صوتًا أساسيًا في انتخابات مجلس النواب (0.18%)، و 48,830 صوتًا أساسيًا في انتخابات مجلس الشيوخ (0.32%). ولم يحصل على أي تمثيل برلماني.

### الانتخابات في كوينزلاند
شارك حزب "الخيارات الطبية المطلعة" في انتخابات واحدة فقط في كوينزلاند، وهي انتخابات ولاية كوينزلاند لعام 2020. لم يفز الحزب بأي مقاعد، حيث حصل على 17,646 صوتًا أساسيًا (التفضيل الأول) أو 0.61% من إجمالي الأصوات.

### الانتخابات في نيو ساوث ويلز
لم يكن حزب "الخيارات الطبية المطلعة" مدرجًا أو لم يحصل على أي أصوات في انتخابات ولاية نيو ساوث ويلز لعام 2019. حيث تم استخدام اختصار هارت لأول مرة من قبل حزب "الخيارات الطبية المطلعة" في انتخابات ولاية نيو ساوث ويلز لعام 2023، رغم أن الحزب استمر في التسجيل تحت اسم "حزب الخيارات الطبية المطلعة". حصل الحزب على 11,529 صوتًا أساسيًا، مما يمثل 0.25% من إجمالي الأصوات الأساسية في الولاية. ولم يتم انتخاب أي من أعضائه في البرلمان.